# 西大寺市
西大寺市（さいだいじし）は、かつて岡山県南部にあった市である。1969年（昭和44年）2月18日に岡山市に編入され廃止された。現在は同市東区の西大寺地域となり、東区役所が置かれている。

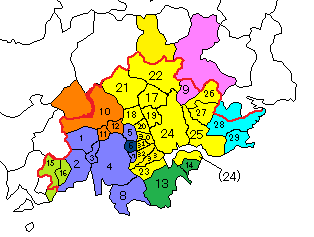
1967年時点の市町村地図。25.西大寺市

## 歴史

### 古代・中世
古代においては、吉井川西岸は備前国上道郡可知郷や居都郷、東岸は同国邑久郡長沼郷や邑久郷などが当地にあったと推定されている。
その後荘園が勢力を増すと、当地には金岡庄と呼ばれる広大な荘園が生まれた。金岡庄は西庄と東庄の東西に分かれていた。現在の金陵山西大寺（観音院）や金岡辺りは東庄に属しており、『観音院文書』には「金岡東庄」の記述が見られる。金陵山西大寺は、古くは犀載寺とも表記され、その創建は古く天平勝宝3年といわれる。延慶4年の大般若経（西大寺観音院所蔵）の奥書に「備前西大寺」とあり、これが書物等における初見となる。
金岡庄は元は藤原氏と大和興福寺の所領であったが、南北朝時代には大和額安寺の所領となった。元亨3年、額安寺と土地の地頭が金岡庄を検分し、それを記録したとされる西大寺観音院境内絵図によれば、境内に市場があり、酒屋・魚屋・餅屋・筵屋・鋳物師などの商人が店を開き繁栄していた。また室町時代前期の永享12年の『西大寺古縁起』には金岡浦とあり、吉井川河口の港町として現在の金岡地区周辺が栄えていた。

### 戦国時代
戦国時代になると西大寺観音院を中心に周囲に家や店が増え、門前町が形成され、西大寺村として繁栄、有力商人が多数活躍した。宇喜多秀家が岡山城を築城すると、城下町整備のため西大寺門前町の有力商人が多く岡山へ招かれ移住した。現在も城下町を起源に持つ岡山市表町には、西大寺門前からの移住者に由来する西大寺町や新西大寺町などの字が残っている。

### 江戸時代

#### 経済
その後も西大寺門前町の商業は発展し、江戸時代になると寛永19年に岡山藩は西大寺村の商人が酒造業を営むことなどを公認、また中期には町奉行が「西大寺は下津井とともに港町として栄えているので、おかげで岡山城下町の繁栄が脅かされている」と嘆いていることが伝えられている（市政提要）。西大寺村南隣の金岡村も、吉井川の高瀬舟および瀬戸内航路の船が集う港町、物資の集積港として、さらには牛窓往来の渡し場として繁栄した。

#### 干拓
江戸時代には干拓による新田開発で当地の面積は大きく広がるが、最初の干拓は奈良時代に遡る。奈良の大安寺が主導し、大多羅の地先の葦原を開墾し50町歩の新田を造成したといわれる。しかし、この後は江戸時代まで大きな新田開発はなかった。
江戸時代前期、寛文3年に岡山藩主・池田光政および綱政が松崎新田107町歩を干拓。さらに同5年から、大阪の豪商の鴻池屋仁兵衛・金屋次兵衛・三次三折の三人が岡山藩の許可を得て金岡新田の干拓に取りかかり、132町歩の新田が造成された。のちに岡山藩が買い取り、領民を入植させた。元禄5年には大規模な沖新田（上道沖新田）1539町歩が干拓された。普請の際、一番から九番まで受け持ち区域を設定したことから、新田完成後にこの区域番号が事実上の村名として扱われた。沖新田の中で当地にあたるのは百間川以東の五～七番と外七番および九番である。現在、当地にある大字の九蟠は、その名残（九番）である。干拓による陸地の南下と回船の大型化を受け、新田南部で吉井川河口にあたる九蟠に新たに九蟠港を設け、西大寺・金岡の外港として機能した。
吉井川東岸部でも干拓が行われ、寛永初年、岡山藩主・池田忠雄は、藩士を動員して神崎村内に神崎崎新堀を掘削し千町川の水を児島湾に分流（千曲川・神崎川）させ、さらに藩主が綱政の時代になると、津田永忠が乙子村から小羽島・中羽島・大羽島・外渡島・西幸島・東幸島の各島々を経て掛座まで、海面に堤を築いて河口両側に新田561町歩を造成し、干拓を完成させた。新田中央部を南北に千町川分流が貫流する形となり、河口には石の樋門が築かれ、内側に遊水池が設けられた。島の名前（西幸島・東幸島）にちなみ、幸島新田と名付けられた。最初は幸島西新田村・同中新田・同東新田村と分けられていたが、貞享4年、西新田は幸西村、中新田は幸田村、東新田は幸崎村と改称した。さらに元禄4年には、幸田が南北に、幸西・幸崎は東西にそれぞれ分割された。
これら新田一帯では、米・麦中心の農業地帯となり、これに加えてイグサや綿花の栽培も盛んとり、有数の産地となった。『備陽記』にはこれに加えて、射越村ではナスやマクワウリ、西大寺村ではナスや青ウリ、沖新田では唐スイカなどの特産品が記載されている。また久保村の吉井川鴨越井堰下流ではマスがよく獲れたとされる。

#### 牛窓往来
江戸時代、当地内にも特に人通りの多かったのが牛窓往来であった。同街道は、岡山城下町から上道郡平井・湊村を経て倉安川沿いに東に向かい、百間川を越えて中川・松崎・西大寺各村を通り抜け、金岡村から吉井川を渡り、対岸の邑久郡新村からは南東に向かい、邑久郡乙子・神崎・千手と抜け、峠を越え、鹿忍を経て牛窓港へ至った。現在の西大寺地域を横断する形となっている。牛窓港は朝鮮通信使一行の休息・宿泊の地であり、使節団の応援にあたるため岡山藩士の往来も多く、周辺には西大寺村や金岡村の他にも在郷町が発達して沿線は賑わいを見せた。

### 近代

#### 経済
明治29年に地元資本により西大寺紡績（後の鐘紡西大寺工場）が設立されて以降、山陽板紙、西大寺製紙、西大寺織物などの多くの企業が相次いで設立された。
山陽板紙は観音院の上手で稲藁を原料として操業し、昭和19年に大蔵省印刷局が同所を買い取り進出している（現在は撤退）。また同年には吉井川東岸河口部にあたる西幸西で、帝国化工岡山工場、同33年には金岡東町に日本エクスラン工業西大寺工場などがそれぞれ操業し、いずれも用水型工業である。
また、後の時代には九蟠地区や豊地区に企業団地が形成された。
明治期の西大寺一帯の主な営業種は、米穀・乾物・青果・肥料・陶器・足袋など。商業資本の中から大正元年に、呉服・売薬業の伊原木茂兵衛が岡山へ進出、後の天満屋百貨店へと発展する。

#### 交通網の整備
明治12年に上道・邑久両郡を結ぶ永安橋が、吉井川の観音院に近い地点に架けられ、交通の便が向上する。永安橋は洪水の度に流失したが、昭和6年に鉄橋に架け替えられた。それからは流失や損壊はなく、昭和61年にさらに近代的なものに新設された。なお、橋の名は一説では、橋の渡り初め式に出席した岡山県令の高崎五六が「橋の永いのに渡し賃は安い」と言ったことに由来するとされる。
交通網整備の内、鉄道の建設は他地区に比べて遅れた。山陽鉄道が西大寺村周辺を通過するのは、当時海運業も盛んであった西大寺や金岡の住民の多くが海運の衰退を招くとして反対、さらに明治22年に大凶作が発生し経済不況となり、実現に至らなかった。その後、山陽鉄道は芥子山北部を通過し建設された（後の市町村合併により、山陽鉄道・山陽本線は当地内北部を通過することになる）。同29年に岡山市鹿田町から西大寺を経て牛窓を結ぶ備前鉄道、および同30年頃に西大寺と山陽鉄道瀬戸駅を結ぶ西大寺鉄道がそれぞれ計画され、住民の鉄道への関心がようやく高まってくる。結局、両鉄道建設計画は実現しなかったが、同44年に岡山市長岡にあった山陽鉄道西大寺駅（のちの東岡山駅）から西大寺に至る西大寺軌道が敷設された。翌年には長岡から岡山市森下まで、大正4年には森下から後楽園口（浜）まで延伸され、待望の岡山市街地から西大寺市街地までの鉄道網が完成となった。しかし、戦後にバス路線の整備や、日本国有鉄道による赤穂線の計画が進展したことから昭和37年に西大寺鉄道線は廃止となり、同鉄道の西大寺市
駅はバスセンターとなった。バスセンター周辺には後に大型スーパーなどが立地し、市街地の郊外化によりこの周辺が地域の中心地となっていった。さらに、国鉄（JR）赤穂線、国道2号線バイパス、東備ブルーハイウェイ（岡山ブルーライン）、新永安橋、その他一般道路の造成や区画整理など交通網が徐々に整備されていった。

### 西大寺市新設と岡山市への編入合併以後
明治以降、行政の変遷により合併が幾度か行われ、昭和の戦後には当地は上道郡西大寺町・古都・可知・光政・津田・九蟠・金田・雄神の各村と邑久郡豊・幸島・太伯・朝日・大宮の各村と邑久町長沼の合計14町村に分かれていた。昭和28年2月、14町村の内の西大寺町と古都・可知・光政・津田・九蟠・金田・豊・幸島・太伯各村と邑久町の内の長沼（東谷地区のぞく）の11町村が合併し、西大寺市を新設、かつての西大寺村域に市役所を構えた。翌年には邑久郡大宮村宿毛の内の一部（幸地崎町）が西大寺市へ編入し、続く同30年に上道郡雄神村・邑久郡朝日村の2ヶ村が編入、さらに同31年には邑久郡大宮村（千手地区の一部は牛窓町へ編入）が編入合併し、現在の西大寺エリアが確定した。
西大寺市は地域の振興政策に積極的に取り組んだが、岡山県南百万都市構想を経て、活路を岡山市との合併に求めることとなり、昭和44年2月18日に岡山市への西大寺市の編入合併が成立、16年間の市政にピリオドを打った。西大寺市の市庁舎は西大寺支所となり、旧市域を管轄した。
なお岡山市へ編入後、住所表記上、大字に西大寺の旧市名を冠していたが、昭和47年7月20日の住所地番変更により旧西大寺村域を中心とした地域および他地域に同名・類似の地名がある地域にのみ西大寺の名を大字に冠し、それ以外の地域には西大寺の名は外された。

### 岡山市政令指定都市・行政区設置
平成21年4月1日には、岡山市が政令指定都市へ移行し行政区が置かれ、当地は東区の管轄となった。

## 沿革
- 1879年（明治12年）- 永安橋（初代）が完成。
- 1911年（明治44年）12月29日 - 西大寺鉄道開通（全線開通は1915年9月15日）。
- 1932年（昭和7年）- 永安橋（2代）が完成。
- 1953年（昭和28年）2月1日 - 上道郡西大寺町、古都村、可知村、光政村、津田村、九蟠村、金田村、邑久郡豊村、太伯村、幸島村、邑久町長沼地区が合併（新設合併）し、西大寺市となる。
- 1954年（昭和29年）10月1日 - 邑久郡大宮村大字宿毛の南部区域（幸地崎町）が西大寺市へ編入合併される。
- 1955年（昭和30年）4月1日 - 邑久郡朝日村、上道郡雄神村が西大寺市へ編入合併される。
- 1956年（昭和31年）2月20日 - 邑久郡大宮村が西大寺市へ編入合併される。
- 1962年（昭和37年）
  - 9月1日 - 赤穂線が開通。
  - 9月7日 - 赤穂線開通に伴い、西大寺鉄道廃止。
  - 9月16日 - 第17回国民体育大会（秋季大会）が9月19日まで開催される。西大寺市内では、卓球（西大寺中学校体育館）とソフトボール（西大寺市営球場）競技が行われた。
- 1963年（昭和38年）- 国道2号（現在の国道250号）が開通。
- 1969年（昭和44年）2月18日 - 西大寺市が岡山市へ編入合併される。
- 1974年（昭和49年）11月30日 - 岡山ブルーハイウェイ（現在の岡山ブルーライン）の君津～西大寺IC間が開通。
- 1977年（昭和52年）7月1日 - 岡山ブルーハイウェイが全線開通（2004年4月1日に無料化）。
- 1978年（昭和53年）- 岡山バイパス（君津以西）が開通。
- 1986年（昭和61年）- 現在の永安橋（3代、新永安橋とも）が完成。旧橋は廃止となった。
- 1999年（平成11年）3月24日 - 岡山バイパスが全線開通。
- 2005年（平成17年）9・10月 - 第60回晴れの国おかやま国体（夏季・秋季大会）。西大寺地域内では、サッカー（神崎山公園競技場）とバスケットボール（六番川水の公園体育館）競技が行われる。
- 2009年（平成21年）3月 - 第26回全国都市緑化おかやまフェアが6月まで開催され、西大寺地区がメイン会場となる。
- 2009年（平成21年）4月1日 - 岡山市が政令指定都市に移行し、西大寺地区の行政区は東区となり、西大寺支所は東区役所となった。

## 行政

### 歴代市長
- 初代 - 家野猛之（昭和28年2月20日〜同32年2月20日）[5]
- 2代 - 伍賀厚（昭和32年2月20日〜同44年2月17日）[5]

### 歴代市議会議長
- 初代 - 歳森金三郎（昭和28年3月9日〜同34年2月15日）[5]
- 2代 - 岡崎鷹次（昭和34年2月16日〜同年6月21日）[5]
- 3代 - 河本和正（昭和34年6月22日〜同40年2月22日）[5]
- 4代 - 岡崎鉄男（昭和40年2月16日〜同44年2月17日）[5]